# Dendrotriton kekchiorum
Dendrotriton kekchiorum é uma espécie de anfíbio gimnofiono da família Plethodontidae. Está presente na Guatemala. A UICN classificou-a como em perigo de extinção.